# Alte Burg (Laudert)
Die Alte Burg, auch Burg Laudert genannt, ist eine abgegangene Turmhügelburg (Motte) im Ortsbereich der Gemeinde Laudert in der Verbandsgemeinde Sankt Goar-Oberwesel im Rhein-Hunsrück-Kreis in Rheinland-Pfalz.

## Geschichte
Bei der Alten Burg handelt es sich um eine nicht zuverlässig datierbare Mottenanlage im Quellgebiet des Simmerbaches nahe der Gemeinde Laudert. In den Quellen konnte die Burg selbst bisher nicht eindeutig identifiziert werden.
Der Ort Laudert wurde 1275 als Ludinroit erstmals in einer Urkunde über den Zehnten in Laudert und den umgebenden Dörfern, den die Familie derer von Milwalt innehatte, erwähnt. Die Herren von Milwalt besaßen das nahe gelegene Dorf Maisborn zumindest zur Hälfte als Allodialbesitz; Wepeling Theoderich von Milewald trug 1330 das halbe Dorf und 1333 die Gerichtsbarkeit zu Mensborn Kurtrier zu Lehen auf. Es wird daher vermutet, dass es sich bei der Alten Burg um die Stammburg dieses Adelsgeschlechtes handelt, welche 1262 durch Hermann von Milwalt an Graf Diether V. von Katzenelnbogen verlehnt wurde.

## Anlage

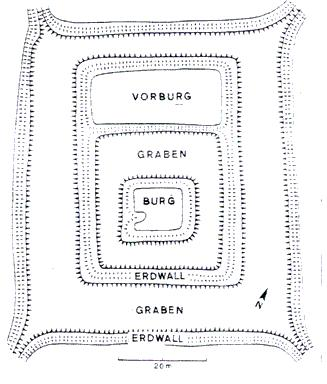
Grundriss der Alten Burg nach Cohausen

Die erste Beschreibung dieser Anlage liefert Karl August von Cohausen im Jahre 1852.
Es handelt sich hierbei um einen etwa rechteckigen Zentralhügel (ca. 18 × 20 Meter bei einer Höhe von ca. 4–5 Metern), dessen Seiten steil abfallen. In der Mitte des Hügels befindet sich eine rechteckige Eingrabung, die von einer Nachgrabung herrühren könnte.
Dieser Zentralhügel wird von einem ca. 6–10 Meter breiten Graben umfasst, welcher wiederum von einem ca. 5 Meter breiten, 1,25–1,90 Meter hohen Wall begrenzt ist. Dieser Wall bildet ein Rechteck von ca. 50 × 37 Metern. An der Nordseite ist er plateauartig verbreitert, so dass eine Fläche von ca. 17 × 39 Metern entsteht, welche möglicherweise als Vorburg genutzt wurde. Um diesen Wall herum befindet sich ein zweiter, bis zu 15 Meter breiter und ca. 2 Meter tiefer Graben, welcher von dem ca. 1,5 Meter hohen äußeren Wall begrenzt wird.

## Funde

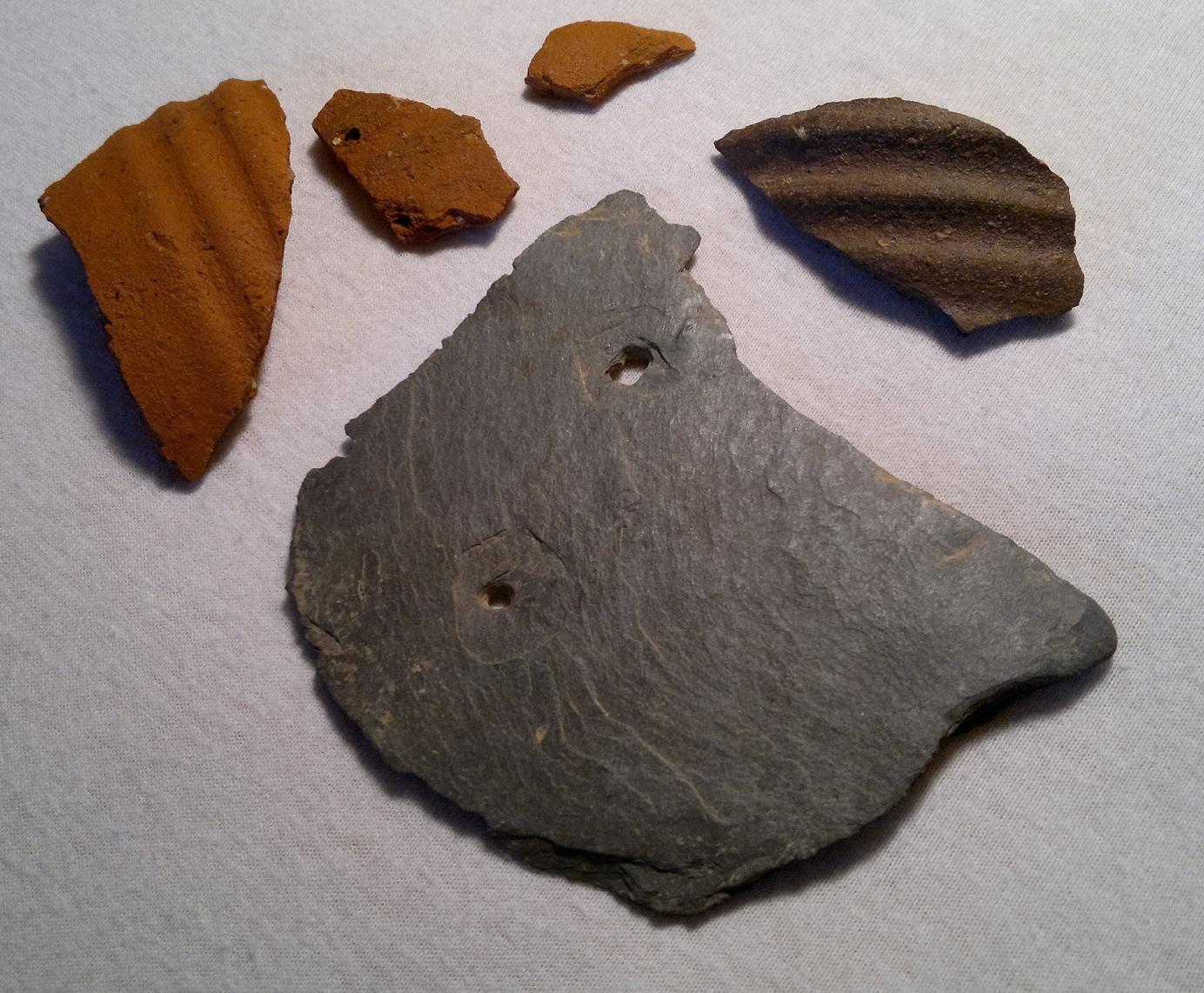
Lesefunde vom Haupthügel der Alten Burg.

Auf dem Burghügel fanden sich durchlochte Schieferplatten von einer Dach- oder Seitenbedeckung. Des Weiteren konnten mittelalterliche Scherben (13./14. Jh.) aufgelesen werden (siehe Bild).

## Volkssagen
Cohausen berichtet, dass sich in der Umgebung von Laudert erzählt wurde, dass Hirten, die sich an heißen Sommertagen in das Gebiet begeben hatten, im Moor eine Kiste mit Geld und Kostbarkeiten sahen. Diese getrauten sie sich jedoch nicht zu heben, da ein schwarzer Hund auf ihr lag und ihnen die Zähne wies.